# Lucignano
Lucignano é uma comuna italiana da região da Toscana, província de Arezzo que fica na Itália. com cerca de 3 468 habitantes. Estende-se por uma área de 44 km², tendo uma densidade populacional de 79 hab/km². Faz fronteira com Foiano della Chiana, Marciano della Chiana, Monte San Savino, Rapolano Terme (SI), Sinalunga (SI).
A cidade é bem pequena, Lucignano é um pequeno vilarejo medieval construído no alto de uma colina, com ruas estreitinhas e casas de pedra.

## Demografia
| Variação demográfica do município entre 1861 e 2011                               |
|                                                                                   |
| Fonte: Istituto Nazionale di Statistica (ISTAT) - Elaboração gráfica da Wikipedia |

## Histórias Culturais
O Palazzo Comunale foi construído entre os séculos XII e XIX, dentro dele encontra-se o Museo Comunale di Lucignano. Em uma das salas há uma espécie de árvore de "ouro" que levou mais de 120 anos para ficar completa. Ela tem 2,60m de altura, e foi construída sob significados religiosos. Certo tempo depois, as pessoas começaram a acreditar que esta tal árvore faria o amor ser duradouro. A partir recém casados e casais apaixonados vão até esta árvore com esperança de que ela conceda o desejo de ter um relacionamento que haja um amor duradouro.